# Інга-Брітт Агленіус
Інга-Брітт Агленіус (швед. Inga-Britt Monica Stigsdotter Ahlenius; 19 квітня 1939; Карлстад, Вермланд, Швеція) — економіст, державний аудитор, колишній заступник Генерального секретаря ООН. Стала загальновідомою широкому загалу завдяки багаторічній діяльності щодо розслідування та викриття корупційних схем. Результати її діяльності призвели до відставки Європейської комісії у 1999 році, а з 2005 року публічно критикувала діяльність та політику Генерального секретаря ООН Пан ГІ Муна. Лауреат шведської премії свободи слова Magganpriset в 2011 році.

## Життєпис
Інга-Брітт Агленіус народилася в місті Карлстад, лен Вермланд, Швеція. Здобула освіту за спеціальністю бізнес-адмістрування в Стокгольмській школі економіки. В період з 1962 по 1968 рік працювала в економічному секретаріаті найбільшого в Швеції комерційного банку — «Handelsbanken». Протягом 1963—1964 рік вона була відправлена у відрядження до Тунісу, де у банку Societé Tunisienne de Banque працювала у відділі для отримання середньострокових кредитів. Державна служба для Агленіус розпочалася у 1968 році в Міністерстві торгівлі та підприємництва, де вона брала участь у програмі співпраці між країнами Північної Європи та переговорах і підготовці до угоди про вільну торгівлю Швеції з Європейським економічним співтовариством (ЄЕС). 1 жовтня 1993 року Агленіус була призначена Генеральним аудитором шведського національного аудиторського офісуДо цього призначення вона працювала в Міністерстві фінансів на посаді голови бюджетного департаменту з 1987 по 1993 рік. Під час перебування на посаді Генерального ревізора Швеції Агленіус очолювала Комітет зі стандартів аудиту INTOSAI протягом восьми років. В період з 1993 по 1996 рік очолювала посаду голови Правління Європейської організації вищих органів фінансового контролю (EUROSAI). 20 квітня 2005 року Генеральний секретар запропонував Генеральній Асамблеї затвердити призначення представника Швеції Інгу-Бритт Агленіус заступником Генерального секретаря з питань служби внутрішнього нагляду на п'ятирічний термін, що не підлягає відновленню. З 2012 року професор Агленіус читає лекції у Школі бізнесу, економіки та права при університеті Гетеборга.